# ایستگاه متروی نور
ایستگاه متروی نور یکی از ایستگاه‌های متروی تبریز است که در شهرک نور، خیابان لاله غربی، کوچه برگی واقع شده‌است. این ایستگاه، ایستگاه شمارهٔ ۱۸ خط یک است و در تاریخ ۲۸ آذر ۱۳۹۹ افتتاح شد. و بزودی ایستگاه تقاطعی خطوط ۱ و ۵ (خط تبریز-شهر جدید سهند) خواهد شد.

## مشخصات
ایستگاه متروی نور در شهرک نور، خیابان لاله غربی، کوچه برگی و در خط ۱ و ۵ متروی تبریز قرار گرفته و از نوع هم سطح است. مساحت کل ایستگاه ۵۴۸۳ متر مربع و دارای ۲ طبقه و ۲ ورودی است. این ایستگاه به دپوی غربی خط ۱ متصل است که برای بهره‌برداری از آن با زیربنای ۵ هزار و ۵۰۰ مترمربع ۸۲۰ میلیارد ریال اعتبار ریالی و یک میلیون و ۹۰۰ هزار یورو اعتبار ارزی هزینه شده‌است.